# Natasha Sutherland
Natasha Sutherland (nacida el 20 de noviembre de 1970) es una actriz sudafricana. Es conocida por sus papeles en las series de televisión Honeytown, Tarzan: The Epic Adventures y Scandal!. Además de actuar, también es autora, oradora motivacional y consejera.

## Biografía
Sutherland nació el 20 de noviembre de 1970 en Durban, Sudáfrica. Sus padres fueron los coreógrafos Geoffrey Sutherland y Kenlynn Ashby.
Estuvo casada con Steve Hofmeyr, un cantante, compositor y presentador de televisión sudafricano. Se casaron en 1998 y se divorciaron en 2008. La pareja tiene dos hijos: Benjamín y Sebastián.

## Carrera
Comenzó su carrera a principios de la década de 1990 como presentadora del programa infantil Kideo. Luego actuó en la telenovela Egoli: The Place of Gold durante su adolescencia en 1991. En 1996, comenzó su carrera como actriz con dos series de televisión: Honeytown y Tarzan: The Epic Adventures. Después del éxito de esas series, actuó en la película casera Operational Delta en 1997. Mientras tanto, comenzó a participar en el teatro de Sudáfrica con obras populares como Gigi en 1992 y The Revlon Girl. También dirigió videos musicales y trabajó como editora de Finesse Magazine.
Además de actuar, también es una oradora motivacional. Como tal se presentó en escenarios de su país e internacionales. También fue nombrada embajadora de la marca de belleza sudafricana 'Placecol' y 'DNB'. Como autora, publicó su primer libro Bittersweet y posteriormente escribió los libros: Green and Blue en 2010 (su primer libro para niños), Fairytale y Sprokie.

## Filmografía
| Año  | Título                      | Rol                      | Tipo                    |
| ---- | --------------------------- | ------------------------ | ----------------------- |
| 1991 | Egoli: Place of Gold        | Samantha Ryan du Plessis | Serie de televisión     |
| 1994 | Honeytown                   | Carrie                   | Serie de televisión     |
| 1995 | Honeytown II                | Carrie                   | Miniserie de televisión |
| 1995 | The Uninvited Guest         | Mandy Thompson           | Serie de televisión     |
| 1997 | Tarzan: The Epic Adventures | Dalen                    | Serie de televisión     |
| 1997 | Operation Delta Force       | Tte. Marie Junger        | Película de televisión  |
| 1998 | Wycliffe                    | Young Mum                | Serie de televisión     |
| 2008 | Scandal!                    | Layla McKenzie           | Serie de televisión     |